# Sieraardschildpad
De sieraardschildpad (Rhinoclemmys pulcherrima) is een schildpad uit de familie Geoemydidae. De soort werd voor het eerst wetenschappelijk beschreven door John Edward Gray in 1856. Oorspronkelijk werd de wetenschappelijke naam Emys pulcherrimus gebruikt.

## Uiterlijke kenmerken
De schildpad dankt zijn Nederlandse naam aan de bonte tekening van rode strepen en lijnen op de poten, kop en schildranden, op de kop is een duidelijk landkaarttekening aanwezig van dunne, zwart omzoomde lijnen. Het rugschild heeft een duidelijke kiel op het midden. De marginaalschilden (de hoornplaten aan de rand van het schild) zijn rood aan de zijkanten, evenals de dijen en oksels van de voor- en achterpoten. Het buikschild is geel van kleur, de middennaad is zwart tot rood gekleurd. De schildkleur is bruin tot donkerbruin, de marginaalschilden aan de schildrand krullen soms enigszins op zodat een goot ontstaat aan iedere zijde van het schild. De maximale schildlengte is ongeveer 20 centimeter, mannetjes blijven met een lengte tot 18 cm wat kleiner en worden ook niet zo breed als vrouwtjes.

## Verspreiding en habitat
De sieraardschildpad komt voor in zuidelijk Noord-Amerika en Midden-Amerika: in Mexico, Costa Rica, El Salvador, Guatemala, Honduras en Nicaragua. De habitat van deze primair landbewonende soort bestaat uit vochtige gebieden, van laaglanden tot galerijbossen. De schildpad kan kilometers van water aangetroffen worden maar is vooral na regenval actief. De schildpad heeft echter een hoge tolerantie voor droogte en warme temperaturen en houdt het uit tot 44 graden Celsius.

## Levenswijze
Het menu is omnivoor, zowel plantendelen als bloemen, grassen en fruit worden gegeten evenals insecten, wormen en vissen.
Tijdens de balts maakt het mannetje knikkende bewegingen met zijn kop en duwt zijn snuit tegen het vrouwtje. Er worden van mei tot december per legsel zo'n 3 tot 5 eieren afgezet, die in het zand of tussen de bladeren worden begraven. De witte eitjes zijn langwerpig van vorm en hebben een broze schaal. Als de juvenielen uitkomen zijn ze ongeveer 3,5 tot 5 centimeter lang. Net als andere schildpadden is het geslacht afhankelijk van de embryonale omgevingstemperatuur; bij een lagere temperatuur komen voornamelijk mannetjes uit het ei, bij een hogere temperatuur ontstaan vrouwtjes.

## Ondersoorten
Er worden vier ondersoorten erkend, die verschillen in het uiterlijk en het verspreidingsgebied.
- Ondersoort Rhinoclemmys pulcherrima pulcherrima
- Ondersoort Rhinoclemmys pulcherrima incisa
- Ondersoort Rhinoclemmys pulcherrima manni
- Ondersoort Rhinoclemmys pulcherrima rogerbarbouri